# Cantone di Malicorne-sur-Sarthe
Il Cantone di Malicorne-sur-Sarthe era una divisione amministrativa dell'arrondissement di La Flèche.
È stato soppresso a seguito della riforma complessiva dei cantoni del 2014, che è entrata in vigore con le elezioni dipartimentali del 2015.
Comprendeva i comuni di:
- Arthezé
- Le Bailleul
- Bousse
- Courcelles-la-Forêt
- Dureil
- Ligron
- Malicorne-sur-Sarthe
- Mézeray
- Noyen-sur-Sarthe
- Saint-Jean-du-Bois
- Villaines-sous-Malicorne